# 10cc
10cc je anglická rocková skupina založená ve Stockportu v roce 1972. Původně skupinu tvořili čtyři hudebníci, Graham Gouldman, Eric Stewart, Kevin Godley a Lol Creme, kteří spolu skládali a nahrávali od roku 1968 než v roce 1972 přijali jméno 10cc. Všichni čtyři členové se podíleli na psaní písní a spolupracovali v různých obměnách. Psaní písní Godley a Creme popisovali jako inspirované uměním a kinem. Každý člen 10cc byl multiinstrumentalista, zpěvák, spisovatel a producent. Většina nahrávek kapely byla nahrána v jejich vlastních Strawberry Studios (sever) ve Stockportu a Strawberry Studios (jih) v Dorkingu, přičemž většinu z nich vytvořil Stewart. Největších úspěchů skupina dosáhla v 70. letech 20. století.
Od roku 1972 do roku 1978 měli 10cc pět po sobě jdoucích britských alb v první desítce: Sheet Music (1974), The Original Soundtrack (1975), How Dare You! (1976), Deceptive Bends (1977) a Bloody Tourists (1978). 10cc také měli dvanáct singlů, které se dostaly do britského žebříčku Top 40, z nichž tři byly hitparádové „Rubber Bullets“ (1973), „I'm Not in Love“ (1975) a „Dreadlock Holiday“ (1978). "I'm Not in Love" byl jejich průlomový celosvětový hit a je známý pro svou inovativní doprovodnou skladbu.
V roce 1976 Godley a Creme kapelu opustili, aby se soustředili na vývoj elektronického hudebního zařízení „The Gizmo“ a dostali se do video produkce a hudby jako Godley & Creme. Stewart kapelu opustil v roce 1995. Od roku 1999 vedl Gouldman turné verzi 10cc.

## Diskografie

### Singly
| Rok  | Titul                                     | Nejvyšší pozice | Nejvyšší pozice | Nejvyšší pozice |
| Rok  | Titul                                     | UK              | US              | CAN             |
| 1972 | "Donna"                                   | #2              | -               | -               |
| 1972 | "Johnny Don't Do It"                      | -               | -               | -               |
| 1973 | "Rubber Bullets"                          | #1              | #73             | #76             |
| 1973 | "The Dean and I"                          | #10             | -               | -               |
| 1974 | "Headline Hustler"                        | -               | -               | -               |
| 1974 | "The Worst Band In The World"             | -               | -               | -               |
| 1974 | "The Wall Street Shuffle"                 | #10             | #103            | #87             |
| 1974 | "Silly Love"                              | #24             | -               | -               |
| 1975 | "Life Is A Minestrone" / "Lazy Ways"      | #7              | #104            | -               |
| 1975 | "I'm Not in Love"                         | #1              | #2              | #1              |
| 1975 | "Art For Art's Sake"                      | #5              | #83             | #69             |
| 1976 | "I'm Mandy, Fly Me"                       | #6              | #60             | #62             |
| 1977 | "The Things We Do For Love"               | #6              | #5              | #1              |
| 1977 | "Good Morning Judge"                      | #5              | #69             | -               |
| 1977 | "People In Love"                          | -               | #40             | #90             |
| 1978 | "Dreadlock Holiday"                       | #1              | #44             | #30             |
| 1978 | "For You And I"                           | -               | #85             | #82             |
| 1980 | "One Two Five"                            | -               | -               | -               |
| 1980 | "It Doesn't Matter At All"                | -               | -               | -               |
| 1981 | "Les Nouveaux Riches"                     | -               | -               | -               |
| 1981 | "Don't Turn Me Away"                      | -               | -               | #38             |
| 1981 | "The Power Of Love"                       | -               | -               | -               |
| 1982 | "Run Away"                                | #50             | -               | -               |
| 1983 | "Feel The Love"                           | #87             | -               | -               |
| 1983 | "24 Hours"                                | #78             | -               | -               |
| 1995 | "I'm Not in Love" (Acoustic re-recording) | #29             | -               | -               |

### Studiová alba
| Year | Title                   | Peak Chart Position | Peak Chart Position |
| Year | Title                   | UK                  | US                  |
| 1973 | 10cc                    | #36                 | -                   |
| 1974 | Sheet Music             | #9                  | #81                 |
| 1975 | The Original Soundtrack | #4                  | #15                 |
| 1976 | How Dare You!           | #5                  | #47                 |
| 1977 | Deceptive Bends         | #3                  | #31                 |
| 1978 | Bloody Tourists         | #3                  | #69                 |
| 1980 | Look Hear?              | #35                 | #180                |
| 1981 | Ten Out of 10           | -                   | -                   |
| 1983 | Windows in the Jungle   | #70                 | -                   |
| 1992 | ...Meanwhile            | -                   | -                   |
| 1995 | Mirror Mirror           | -                   | -                   |

### Koncertní alba
- 1977 Live and Let Live (UK #14, US #146)
- 1981 10cc in Concert (live in UK, 1977)
- 1993 10cc Alive (double CD, live in Japan, 1993. Released in US in 1995 as two single albums, Live in Concert Vols 1 and 2 and again as an edited single album in US, Greatest Hits in Concert in 1996)
- 1996 King Biscuit Flower Hour (live in US, 1975)
- 2000 Live
- 2002 Alive: The Classic Hits Tour

### Kompilace
- 1975 100cc: The Greatest Hits of 10cc (UK #9)
- 1979 Tropical and Love Songs
- 1979 Greatest Hits 1972-1978 (UK #5)
- 1979 The Things We Do for Love: Best of '76-'83
- 1980 Best Of 10cc
- 1987 Changing Faces: The Very Best of 10cc and Godley and Creme (UK #4)
- 1987 The Collection (compilation of first two albums)
- 1990 A Decade of Hits
- 1990 Hits (early singles and B-sides)
- 1993 The Early Years
- 1993 Food For Thought (Compilation of later material)
- 1997 The Very Best of 10cc (UK #37)
- 1998 The Singles
- 2000 Best of the Seventies
- 2001 Two from Ten (first two albums re-released together)
- 2001 Good News: An Introduction to 10cc (singles and B-sides)
- 2002 Singles
- 2002 Best Of The Early Years
- 2002 Dressed To Kill (singles and B-sides compilation)
- 2002 20th Century Masters: The Best Of 10cc
- 2003 Ultimate Collection (three-disc best-of compilation)
- 2003 Strawberry Bubblegum (collection of pre-10cc output at Strawberry Studios)
- 2004 Complete UK Recordings 1972-1974
- 2006 Greatest Hits ... And More
- 2007 UK Records Singles Collection (Every A & B side from UK label days. Cherry Red label)